# お昼寝宮・お散歩宮
『お昼寝宮・お散歩宮』（おひるねきゅう おさんぽきゅう）は、1989年1月21日に発売された谷山浩子の15作目のアルバム。

## 概要
前半の「お昼寝宮」～「お昼寝宮・お散歩宮」は、谷山浩子作の同名小説『お昼寝宮お散歩宮』のイメージソングとして制作された組曲である。
「天の貝殻」は菅原やすのりへの提供曲、「かくしんぼ」「鬼こごめ」は楠桂のイメージアルバム『楠劇場』の使用曲である。
ジャケットのイラストは北見隆が手がけた。

## 収録曲
1. お昼寝宮
作詞・作曲：谷山浩子、編曲：石井AQ・谷山浩子
2. 第2の夢・骨の駅
作詞・作曲：谷山浩子、編曲：石井AQ・谷山浩子
3. 第5の夢・そっくり人形展覧会
作詞・作曲：谷山浩子、編曲：石井AQ・谷山浩子
4. 猫のみた夢
作詞・作曲：谷山浩子、編曲：山川恵津子
5. 夢の逆流
作詞・作曲：谷山浩子、編曲：山川恵津子
6. お昼寝宮・お散歩宮
作詞・作曲：谷山浩子、編曲：石井AQ・谷山浩子
7. 手品師の夜
作詞・作曲：谷山浩子、編曲：山川恵津子
8. ただ風のために
作詞・作曲：谷山浩子、編曲：石井AQ・谷山浩子
9. 天の貝殻
作詞・作曲：谷山浩子、編曲：山川恵津子
10. かくしんぼ
作詞・作曲：谷山浩子、編曲：石井AQ・谷山浩子
11. 鬼こごめ
作詞・作曲：谷山浩子、編曲：石井AQ・谷山浩子

- ディレクター：日朝幸雄、長岡和弘、佐多美保

## 小説
主人公の女の子が好きな男の子を探してたどり着いた「お昼寝宮」。そこにいた子供たちが言うには、探している人は夢の中にいるという。そこで一緒にお昼寝をして夢の中を旅する物語。
以下の版が発売されたが、2006年時点で全て絶版となっている。
- 谷山浩子『お昼寝宮お散歩宮』画：北見隆、サンリオ。ISBN 4387880678
- 谷山浩子『お昼寝宮お散歩宮』新版、サンリオ。ISBN 4387922834
- 谷山浩子『お昼寝宮お散歩宮』角川文庫。ISBN 4041819016